# Friederike Mannel
Sophie Friederike Mannel (* 13. Juli 1783 in Hilmes; † 19. März 1833 in Hochstadt) war die Tochter des Pfarrers Adam Mannel (1758–1834) aus Allendorf an der Landsburg. Sie war ab 1807 eine Quelle für Clemens Brentanos Volksliedersammlung Des Knaben Wunderhorn und ab 1808 für die Sammlung Kinder- und Hausmärchen der Brüder Grimm. Durch Brentanos Vermittlung war sie somit eine der ersten Beiträgerinnen zu Grimms Märchen. Ihre Textzusendungen an die Brüder Grimm waren teils eigenhändig, teils von Schülern ihres Vaters niedergeschrieben, der als Pfarrer in Allendorf an der Landsburg eine Privatschule unterhielt.
Auf Friederike Mannel gehen die Märchen KHM 46 Fitchers Vogel, KHM 51 Fundevogel, KHM 85 Die Goldkinder, KHM 74a Von Johannes-Wassersprung und Caspar-Wassersprung, vielleicht auch KHM 77a Vom Schreiner und Drechsler zurück. Dies ist in Grimms Anmerkungen zu den Märchen nicht klar zu erkennen, wo die Herkunft dieser und anderer Texte nur mit Hessen angegeben wird. Ihre Märchen zeigen Anklänge an Taufmotive und christlichen Kampf gegen Hexen und Magie. Wie andere Quellen der Grimms war Friederike Mannel eine sehr belesene junge Frau, die auch Französisch sprach.
Im Jahr 1809 heiratete sie den Pfarrer Adam Theobald (1779–1844).